# 文春図書館
文春図書館（ぶんしゅんとしょかん）は株式会社文藝春秋の発行する週刊誌『週刊文春』に毎号掲載される書評記事。
全8ページ。以下の、主に新刊書の書評・紹介記事から構成される。
- 著者は語る　著者へのインタビューに基づく新刊書の紹介記事
- 今週の3冊　評者3人による書評。
- ミステリーレビュー　池上冬樹による、ミステリー作品紹介記事
- マガジンラック　雑誌紹介記事
- 実用書攻略　実用書の紹介記事
- 新刊推薦文　新刊書数冊の短い紹介記事
- 私の読者日記　鹿島茂、池澤夏樹、山﨑努、酒井順子、立花隆が毎週交代で執筆。×月×日の読書日記という形で各自が最近読んだ本についての書評を掲載しているが、必ずしも文字通りの読書日記とは限らない。見開き2ページに3冊程度の本が紹介される。
- 文庫本を狙え　坪内祐三が執筆。文庫本1冊の書評記事。